# Pivovar Křetín
Pivovar Křetín stával v obci Křetín, ležící na cestě mezi Letovicemi a Svojanovem v údolí říčky Křetínky.

## Historie
Dne 10. října 1622 byl proveden odhad majetku panství, které bylo konfiskováno Fridrichu Kaltenhofovi z Malejova. Odhad provedla komise, které působili např. Fridrich z Vlašimi, Jan Matyáš z Matyášovic či Jiřík Pfeferkorn z Otopachu a mimo jiné se zde uvádí pivovar v Křetíně. Zkonfiskované panství získal Šimon Kratzer ze Schönsperka. Kvůli nedostatku písemných pramenů můžeme pouze odhadovat založení pivovaru v 16. století za Vojenických z Vojenic. Jednalo se o vrchnostenský pivovar a pivo z něho bylo vyváženo do obcí po celém panství. Roku 1629 se novým majitelem stal Odo Melander ze Schwartzenthalu. V prodejní smlouvě je kromě pivovaru zmiňována také chmelnice. V roce 1656 se novým majitelem stal rod Walderode, v jejichž vlastnictví panství bylo až do 30. let 20. století. O pivovaru máme velmi málo zpráv. V roce 1852 zasáhl Křetín požár a ačkoliv mezi budovami, které shořely, není uveden pivovar, dá se předpokládat, že se mu oheň nevyhnul. Určitě byl pivovar v provozu v roce 1862, protože se zde jako syn sládka dne 30. září narodil moravský pedagog a zakladatel spolku Vesna František Mareš. Vařit pivo se zde přestalo asi kolem roku 1890. Přesné důvody nejsou známi, ale pravděpodobně neobstál v konkurenčním boji. V roce 1888 se jako poslední nájemce uvádí Jakub Biach. Budova pivovaru chátrala a v roce 1896 byla zbořena.